# Zdeněk Mácal
Zdeněk Mácal (8. ledna 1936 Brno – 25. října 2023) byl moravský dirigent, od roku 2003 do září 2007 působil jako šéfdirigent České filharmonie.

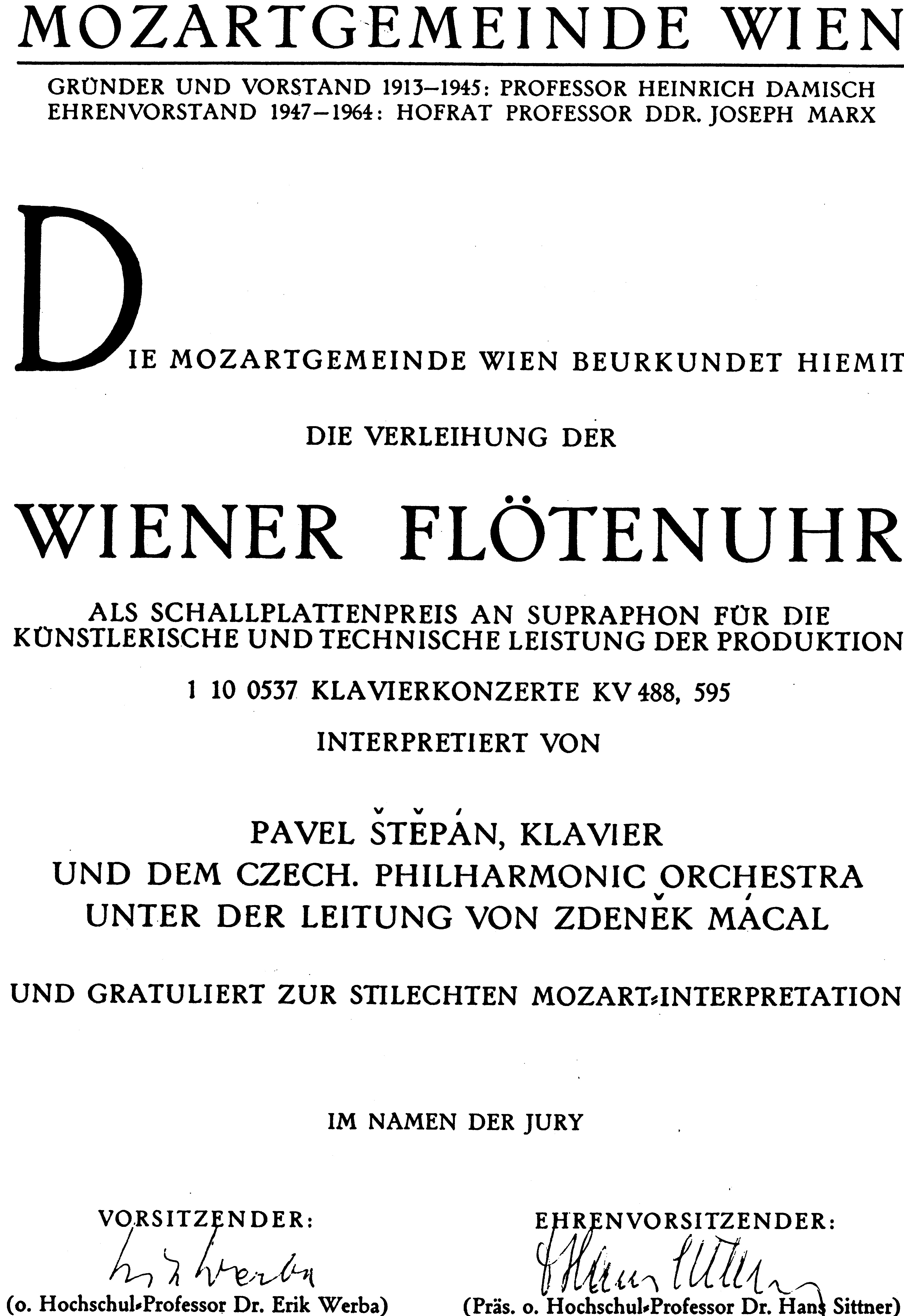
Wiener Flötenuhr 1971

## Mládí
Absolvoval brněnskou konzervatoř a v roce 1961 vystudoval řízení orchestru na Janáčkově akademii múzických umění v Brně. Poprvé vzbudil širší pozornost, když se stal vítězem dvou významných hudebních soutěží: mezinárodní dirigentské soutěže v Besançonu v roce 1965 a Dmitri Mitropoulos Competition v New Yorku roku 1966, kde porotě předsedal Leonard Bernstein. Spolu s Pavlem Štěpánem a Českou filharmonií získal v r. 1971 cenu Wiener Flötenuhr za nahrávku dvou Mozartových klavírních koncertů z roku 1968. Po sovětské okupaci někdejšího Československa odešel Zdeněk Mácal do emigrace. Firma Supraphon se ho za to rozhodla potrestat tím, že tuto výjimečnou nahrávku Mozartových klavírních koncertů v tehdejším Československu nevydá. Již vylisované desky byly zničeny. Po návratu Zdeňka Mácala do vlasti a jeho jmenování šéfdirigentem České filharmonie bylo v souboru Best of Mozart vydáno Allegro assai z Mozartova klavírního koncertu č. 23 A dur K 488, ale na úplné vydání této nahrávky posluchači v Česku museli čekat dlouhých 44 let do roku 2012, kdy byla vydána na serveru Supraphonline. Zdeněk Mácal obdržel v roce 2007 čestný akademický titul doctor honoris causa na Janáčkově akademii múzických umění.

## Působení v zahraničí
Po svém odchodu z vlasti se stal Zdeněk Mácal hudebním ředitelem Rozhlasového symfonického orchestru v Kolíně nad Rýnem a Hannoverského rozhlasového orchestru, šéfdirigentem Sydney Symphony Orchestra, hudebním ředitelem Milwaukee Symphony Orchestra a hlavním dirigentem chicagského Grant Park Summer Festival. Řídil 160 orchestrů čtyř světadílů. V letech 1993–2002 stál v čele New Jersey Symphony Orchestra.

## Návrat do vlasti
V letech 1996 a 1997 řídil Českou filharmonii během mezinárodního festivalu Pražské jaro. Od sezóny 2003–2004 Zdeněk Mácal převzal funkci šéfdirigenta České filharmonie. V září 2007 oznámil svůj odchod z České filharmonie.

## Oceněné nahrávky
- Wolfgang Amadeus Mozart: Piano Concerto No. 23 in A major K 488 Pavel Štěpán, Česká filharmonie, Wiener Flötenuhr 1971 Supraphonline
- Wolfgang Amadeus Mozart: Piano Concerto No. 27 in B major K 595 Pavel Štěpán, Česká filharmonie, Wiener Flötenuhr 1971 Supraphonline